# Ernst Wilhelm Gottfried Hallensleben
Ernst Wilhelm Gottfried Hallensleben (* 21. August 1769 in Sülzhayn; † 21. März 1856 in Sondershausen) war ein deutscher Kaufmann und Politiker.

## Leben
Hallensleben war der Sohn des Pfarrers in Sülzhayn und Werna Andreas Jacob Hallensleben und dessen Ehefrau Friederike Hedwig Ernestine geborene Lodemann. Er war evangelisch-lutherischer Konfession und heiratete am 12. Juni 1803 in erster Ehe in Sondershausen Henriette Ludolphine Friederike Bähr (* 5. Dezember 1782 in Sondershausen; † 24. Februar 1815 ebenda), die Tochter fürstlich Schwarzburgischen Silberdieners David Bähr. Nach dem Tod der ersten Ehefrau heiratete er am 14. Juli 1815 in zweiter Ehe in Frankenhausen Wilhelmine Louise Friederike Schild (* 1. Januar 1779 in Frankenhausen; † 29. Oktober 1859 in Sondershausen), die Tochter des Kammerrats Abraham Ludwig Günther Schild.
Hallensleben lebte als Kaufmann in Sondershausen. Dort war er auch Vertreter einer Vielzahl von auswärtigen Versicherungen. 1836 war er Mitgründer der Sparkasse Sondershausen und deren zweiter Rendant. Er wurde mit dem Titel eines fürstlichen Kommissionsrates ausgezeichnet.
Vom 31. August 1843 bis zum 24. März 1848 war er Abgeordneter im Landtag des Fürstentums Schwarzburg-Sondershausen. Im Landtag war er vom 31. August bis zum 9. September 1843 interimistischer Landtagsdirektor (was dem Landtagspräsidenten entsprach). Vom 31. August 1843 bis zum 24. März 1848 war er Alterspräsident.